# 东征军政治部旧址
东征军政治部旧址，位于中国广东省梅州市五华县华城镇十字街，为五华县文物保护单位，类型为近现代重要史迹及代表性建筑，公布时间为1994年9月。
东征军政治部旧址的历史年代为1925。这是一处与国民革命军东征相关的建筑物。